# 外務省 (エチオピア)
外務省（がいむしょう、アムハラ語: የውጭ ጉዳይ ሚኒስቴር）は、エチオピアの省のひとつ。エチオピアの外交政策の実施を担当する。
現在の外務省は1995年8月23日に他の14の省と同じく、布告4-1995が可決されて設立された。現在の副大臣はゲディオン・ティモテオス（2024年10月18日 - ）。
歴史的には、外務省はエチオピア帝国時代から存在しているが、その組織構造と機能は時代とともに変貌を遂げてきた。帝政時代には、外務省はエチオピア皇帝の直属の管轄下として活動を行っていた。1974年のエチオピア革命後、エチオピアは共産主義政権の樹立（社会主義エチオピア、エチオピア人民民主共和国）など、国家形態が何度も大きく変わってきた。外務省は役割は変わらずとも、その時代時代の国際秩序に合わせ活動を行ってきた。
外務省は、首相府やその他政府機関と連携し、帝政時代から変わらず外交政策を実施している。国際的な舞台でエチオピアを代表し、様々な問題についての交渉を行い、国際法、条約、協定に関する事項を取り扱っている。

## 歴代外務大臣
本節では帝政時代からの外務大臣を並べていく：
- 1907–1910: ハイレ・ギヨルギス・ウォルデミカエル（英語版）
- 1910–1911: イゲズ・ベハブテ
- 1912: ハブタ・ギヨルギス
- 1912–1916: ベイエネ・イマー
- 1916–1917: ムルゲタ・エガズ（英語版）
- 1917: ウォルデ・メスケル・タリク(代理)
- 1917–1930: ハイレ・セラシエ1世
- 1930–1936: ヘルイ・ウォルデ・セラシエ
- 1941–1942: ロレンツォ・タエザス（英語版）
- 1942–1943: エフレム・テウェルデメディン (代理)
- 1943–1958: アクリル・ハブテ＝ウォルド（英語版） (1949年まで代理)
- 1953: アンバイ・ウォルデ・マリアム（英語版） (代理)
- 1958–1960: イルマ・デレッサ（英語版）
- 1960–1961: ハディス・アレマエフ（英語版）
- 1961: ミカエル・イムル（英語版）
- 1961–1971: ケテマ・イフル（英語版）
- 1971–1974: ミナッセ・ハイレ（英語版）
- 1974: ゼウデ・ゲブレ＝セラシエ（英語版）
- 1974–1977: キフレ・ウォダヨ（英語版）
- 1977–1983: フェレケ・ジェドル＝ジョージス
- 1983–1986: ゴシュ・ウォルド（英語版）
- 1986–1989: ベルハヌ・バイエ（英語版）
- 1989–1991: テスファイ・ディンカ（英語版）
- 1991: テスファエ・タデッセ
- 1991–2010: セユーム・メスフィン（英語版）
- 2010–2012: ハイレマリアム・デサレン
- 2012: ベルハネ・ゲブレ＝クリストス（英語版） (代理)
- 2012–2016: テドロス・アダノム
- 2016–2019: ウォルクネ・ゲべエフ（英語版）
- 2019–2020: ゲドゥ・アンダルガチョウ
- 2020–2024: デメケ・メコネン[5]
- 2024: タイエ・アツケセラシエ[5]
- 2024–現在: ゲディオン・ティモテオス